# Brand New Day (bank)
Brand New Day N.V. is een Nederlandse online bank die voorziet in financiële producten om te sparen, beleggen en aanvullend pensioen op te bouwen. In 2024 beheerde het zo'n € 8 miljard aan vermogen voor 350.000 klanten. Brand New Day was in 2010 een van de eerste aanbieders van bankspaarproducten in Nederland. Die bankspaarproducten kon het aanbieden door de Wet herziening fiscale behandeling eigen woning, die in 2008 werd geïntroduceerd. Deze wetgeving ontstond als gevolg van de woekerpolisaffaire. Brand New Day is opgericht door Thierry Schaap en Kalo Bagijn, die samen eerder BinckBank oprichtten.

Brand New Day betrad de markt in 2010 met een felle tv-campagne. Zo was bijvoorbeeld te zien hoe Harry Slinger zijn nummer 'Je loog tegen mij' opvoerde voor het hoofdkantoor van grote verzekeraars. In een andere commercial gebeurde hetzelfde met 'Je hebt me belazerd' van Wim Sonneveld. Hiermee verwees Brand New Day naar de woekerpolisaffaire, die ontstond nadat bleek dat verzekeraars jarenlang complexe en beleggingsverzekeringen verkochten met hoge (verborgen) kosten. Brand New Day beloofde in die reclames wél transparante en eerlijk geprijsde beleggingsproducten te verkopen.

In de jaren die volgen groeit het klantenbestand fors en ontwikkelt Brand New Day zich al snel tot een winstgevend bedrijf. In 2012 start Brand New Day, samen met ASR Nederland, een joint venture in bedrijfspensioenen op. Dat zou later uitgroeien tot de een van de grootste en meest winstgevende premiepensioeninstellingen van Nederland. In 2012 krijgt Brand New Day vervolgens een vergunning om verzekeringen aan te bieden. In 2014 is Brand New Day voor het eerst een winstgevend bedrijf en in 2017 krijgt het ook een bankvergunning, wat toen werd gezien als een unieke prestatie. Brand New Day verkreeg die bankvergunning door Allianz Nederland Asset Management over te nemen.

Vanaf 2021 richt Brand New Day zich alleen nog op de particuliere markt voor beleggen, sparen en aanvullend pensioen. Het verkoopt haar 50%-belang in de joint venture Brand New Day PPI aan ASR Nederland voor € 70 miljoen en besluit ook om te stoppen als levensverzekeraar, door de verzekeringsportefeuille over te doen aan Waard leven. 

## Geschiedenis
- 2010: Brand New Day Vermogensopbouw gaat live in januari 2010.
- 2012: Brand New Day Houdstermaatschappij richt samen met ASR Nederland een joint venture (Brand New Day PPI) op en gaat zich ook richten op de markt van bedrijfspensioenen.
- 2012: Brand New Day neemt UwToekomst over, wordt daarmee ook een levensverzekeraar en gaat overlijdensrisicoverzekeringen aanbieden.[2]
- 2017: Brand New Day neemt Allianz Nederland Asset Management over en verkrijgt een bankvergunning.[3]
- 2021: Brand New Day verkoopt haar 50%-belang in de joint venture Brand New Day PPI aan ASR Nederland voor € 70 miljoen.[4]
- 2021: Brand New Day verkoopt haar verzekeringsportefeuille aan Waard leven en stopt als levensverzekeraar.[5]

## Bankvergunning
Brand New Day verkreeg op 3 juli 2017 een bankvergunning van de De Nederlandsche Bank en kon vanaf toen ook spaarproducten aanbieden. Daarmee valt het spaargeld op een rekening van Brand New Day onder het depositogarantiestelsel.